# Unabhängige ... für bürgernahe Demokratie
UNABHÄNGIGE … für bürgernahe Demokratie (traducido al español: Independiente ... por una democracia amigable con los ciudadanos) es un partido político alemán fundado en 2002. Busca implementar la democracia directa y se compone solo de políticos independientes que se presentan en elecciones. En la actualidad cuenta con 18 miembros.

## Historia
El partido fue fundado el 9 de septiembre de 2002 en Kaufbeuren, bajo el nombre de Aktion Unabhängige Kandidaten Bürgeraktion zur Aufstellung von unabhängigen Direktkandidate. En 2004 cambió su nombre a „UNABHÄNGIGE KANDIDATEN… für Direkte Demokratie + bürgernahe Lösungen (UK). Su nombre actual fue adoptado en 2005.

## Resultados electorales
En las elecciones federales de 2002 el partido apoyó en la circunscripción 258 (Ostallgäu) al candidato independiente y actual presidente del partido Werner Fischer, que alcanzó 2065 votos.
En las Elecciones de Baviera de 2003, el mismo candidato se presentó en Suabia y recibió 1346 votos (un 0,1 por ciento de los votos).
En las elecciones al Parlamento Europeo de 2004 el partido recibió a nivel nacional 70.301 votos, equivalentes al 0.3%.
Para las elecciones estatales de Renania del Norte-Westfalia de 2005 la formación se presentó en la circunscripción de Dusseldorf II, recibiendo 204 votos en la circunscripción, equivalentes al 0,3%.
En las elecciones federales de 2005, el partido presentó nueve candidatos directos y dos candidatos independientes. Los resultados de los candidatos directos fueron en promedio de un 1,8% en circunscripciones (11.703 votos) mientras que los candidatos independientes obtuvieron 31.714 votos. Su candidato independiente Konrad Dippel alcanzó el 13,6% en su distrito.
Para las Elecciones de Baden-Wurtemberg de 2006 presentaron a un candidato independiente, que recibió 62 556 votos (0,7%) en la circunscripción de Tübingen. Otro miembro se presentó como candidato independiente y alcanzó el 5,2%.
Desde 2012, el partido coopera con el Partido de las Familias de Alemania.
En las elecciones federales de 2013 algunos de sus miembros compitieron como candidatos independientes; su candidato Konrad Dippel obtuvo el 4,4% en su distrito electoral.
En las elecciones europeas de 2014, el partido renunció a su propia lista y apoyó al Partido de las Familias de Alemania, que pudo obtener un escaño en el Parlamento Europeo.
En las elecciones federales de 2017 obtuvieron 2458 votos (0,0%) en candidatos directos.
En las elecciones federales de 2021, el partido participó con una lista y obtuvo 22.736 votos (0,0%).